# Œuvre audiovisuelle
 (octobre 2015).
En France, une œuvre audiovisuelle est définie par le Conseil supérieur de l'audiovisuel (CSA) comme « les émissions ne relevant pas d'un des genres suivants : œuvres cinématographiques de longue durée ; journaux et émissions d'information ; variétés ; jeux ; émissions autres que de fiction majoritairement réalisées en plateau ; retransmissions sportives ; messages publicitaires ; télé-achat ; autopromotion ; services de télétexte ». 
Ainsi, cette définition permet aujourd'hui de retenir les programmes relevant des genres suivants : 
- fiction télévisuelle (téléfilms, feuilletons, séries, œuvres d'animation, émissions scénarisées pour la jeunesse),
- œuvres d'animation autres que de fiction,
- documentaires,
- magazines minoritairement réalisés en plateau,
- divertissements minoritairement réalisés en plateau,
- vidéoclips,
- œuvres cinématographiques de court métrage (durée inférieure à 60 minutes),
- concerts, adaptations et retransmissions de spectacles théâtraux, lyriques et chorégraphiques (les captations de spectacles ne sont considérées comme œuvres audiovisuelles dès lors que ces spectacles existent indépendamment de la télévision. Ne sont pas retenus dans les captations de spectacles les remises de prix et récompenses ainsi que les concours).

L'article 16 ter de la loi du 5 mars 2007 relative à la modernisation de la diffusion audiovisuelle et à la télévision du futur donne une nouvelle définition de l'œuvre audiovisuelle. Il s'agit des œuvres de fictions, d'animations, des documentaires, des captations de spectacles vivants et des vidéoclips.